# Guldmasken
Guldmasken var ett teaterpris som instiftades av Stockholms privatteaterchefer 1987 och delades ut till och med 2009.
Priset delades ut vid en ceremoni i början av mars varje år mellan 1988 och 2009. Spelperioden för deltagande bidrag räknades från 1 februari året innan utdelningen till och med 31 januari samma år. Dock kallades priset efter det år som bidragen spelades och inte när priset delades ut. Därför syftar priset Guldmasken 1987 på den prisutdelning som ägde rum 1988. Från 2006 ändrades detta och priset fick istället sitt namn efter innevarande år, vilket betyder att Guldmasken 2007 behandlar bidrag från februari 2006 till januari 2007. 
1989 delades inte priset ut på grund av för få nomineringar. Även år 2010 inkom för få nomineringar och prisutdelningen uteblev.
Priset bestod av en statyett skapad av Hertha Hillfon.

## Statistik
Flera personer har vunnit flera Guldmasker. Följande har vunnit Guldmasken mer än två gånger.
| Pristagare           | Antal guldmasker |
| -------------------- | ---------------- |
| Ingemar Wiberg       | 6                |
| Sissela Kyle         | 5                |
| Eva Rydberg          | 5                |
| Roine Söderlundh     | 4                |
| Bengt Peters         | 3                |
| Brasse Brännström    | 3                |
| Dan Ekborg           | 3                |
| Inger Pehrsson       | 3                |
| Jan Malmsjö          | 3                |
| Lars Amble           | 3                |
| Marianne Lunderqvist | 3                |
| Petra Nielsen        | 3                |
| Runar Borge          | 3                |
| Suzanne Reuter       | 3                |
| Annika Andersson     | 3                |

## Segrare och nominerade
Informationen om segrarna är hämtad från MusikalNets och Guldmaskens arkiverade webbplatser om inget annat anges.

### 1987
Juryn bestod av Leif Silbersky, Barbro Francke, Hans Alfredson, Tomas Bolme och Uno Myggan Ericson.
| Bästa manliga skådespelare                   | Bästa kvinnliga skådespelare           |
| -------------------------------------------- | -------------------------------------- |
| - Carl-Gustaf Lindstedt – Inte nu, älskling! | - Birgitta Andersson – Omaka par       |
| Bästa manliga biroll                         | Bästa kvinnliga biroll                 |
| - Dan Ekborg – Zarah                         | - Anna Sundqvist – Omaka par           |
| Bästa regi                                   |                                        |
| - Lars Amble - Omaka par                     |                                        |
| Bästa scenografi                             | Bästa kostym                           |
| - Svein Lund Roland - Cats                   | - Gertie Lindgren - Inte nu, älskling! |
| Juryns specialpris                           | Privatteaterchefernas pris             |
| - Michael Hallbert - Ljusdesign för Cats     | - Galenskaparna och After Shave        |

### 1988
1989 hölls ingen Guldmask-utdelning. Eftersom priset delades ut för bidrag från året innan (fram till sista januari samma år), innebär det att den utdelning som skulle ha haft namnet Guldmasken 1988 aldrig ägde rum.

### 1989
| Bästa manliga skådespelare                    | Bästa kvinnliga skådespelare      |
| --------------------------------------------- | --------------------------------- |
| - Mikael Samuelson – The Phantom Of The Opera | - Helena Kallenbäck – Linje Lusta |
| Bästa manliga biroll                          | Bästa kvinnliga biroll            |
| - Bert-Åke Varg – The Phantom Of The Opera    | - Sharon Dyall – West Side Story  |
| Bästa regi                                    | Bästa koreografi                  |
| - Runar Borge - West Side Story               | - Runar Borge - West Side Story   |
| Bästa scenografi                              | Bästa kostym                      |
| - Maria Björnson - The Phantom Of The Opera   | - Mago - Charleys Tant            |
| Juryns specialpris                            | Privatteaterchefernas pris        |
| - Göran Lindgren - The Phantom Of The Opera   | - Ainbusk Singers                 |

### 1990
| Bästa manliga musikalartist                                     | Bästa kvinnliga musikalartist         |
| --------------------------------------------------------------- | ------------------------------------- |
| - Tommy Körberg - Les Misérables                                | - Maria Rydberg – Les Misérables      |
| Bästa manliga skådespelare                                      | Bästa kvinnliga skådespelare          |
| - Brasse Brännström – Skvaller                                  | - Lena Nyman – Skvaller               |
| Bästa manliga biroll                                            | Bästa kvinnliga biroll                |
| - Claes Malmberg – Les Misérables                               | - Hege Schøyen – Dizzie Tunes         |
| Bästa regi                                                      | Bästa koreografi                      |
| - Lars Amble - Skvaller                                         | - Chet Walker - Annie Get Your Gun    |
| Bästa scenografi                                                | Bästa kostym                          |
| - Bengt Peters - Skaffa mig en tenor, Dizzie Tunes och Skvaller | - Mathias Clason - Annie Get Your Gun |
| Juryns specialpris                                              | Privatteaterchefernas pris            |
| - Ture Rangström för översättningen av Les Misérables           | - Peter Flack                         |

### 1991
| Bästa manliga skådespelare        | Bästa kvinnliga skådespelare         |
| --------------------------------- | ------------------------------------ |
| - Dan Ekborg – Flott & Lagom      | - Birgitta Andersson – Flott & Lagom |
| Bästa manliga biroll              | Bästa kvinnliga biroll               |
| - Kim Sulocki – Grease            | - Petra Nielsen – Grease             |
| Bästa regi                        | Bästa koreografi                     |
| - Thomas Ryberger - Flott & Lagom | - Runar Borge - Grease               |
| Bästa scenografi                  | Bästa kostym                         |
| - Ingemar Wiberg - Tomas Revy     | - Lars-Åke Wilhelmsson - Grease      |
| Juryns specialpris                | Privatteaterchefernas pris           |
| - Hasse Wallman - Chinateatern    | - Robert Broberg                     |

### 1992
| Bästa manliga musikalartist   | Bästa kvinnliga musikalartist           |
| ----------------------------- | --------------------------------------- |
| - Karl Dyall - Fame           | - Linda Söderholm – Fame                |
| Bästa manliga skådespelare    | Bästa kvinnliga skådespelare            |
| - Johan Ulvesson – Knäpp igen | - Ewa Roos – Bröderna Östermans huskors |
| Bästa manliga biroll          | Bästa kvinnliga biroll                  |
| - Pontus Gustafsson – Trassel | - Malin Berghagen – Blood Brothers      |
| Bästa regi                    | Bästa koreografi                        |
| - Lars Amble - Trassel        | - Lars Bethke och Runar Borge - Fame    |
| Bästa scenografi              | Bästa kostym                            |
| - Kicki Ilander - Knäpp igen  | - Inger Pehrsson - Press                |
| Juryns specialpris            | Privatteaterchefernas pris              |
| - Povel Ramel för Knäpp igen  | - The Real Group - Knäpp igen           |

### 1993
| Bästa manliga skådespelare                             | Bästa kvinnliga skådespelare                  |
| ------------------------------------------------------ | --------------------------------------------- |
| - Anders Eriksson och Claes Eriksson – Grisen i säcken | - Sara Lindh – Djungelboken                   |
| Bästa manliga biroll                                   | Bästa kvinnliga biroll                        |
| - Robert Gustafsson – Parneviks Cirkusparty            | - Stig Grybe – Karlsson på taket              |
| Bästa regi                                             | Bästa koreografi                              |
| - Okvin - Grisen i säcken                              | - Peter Björk - Parneviks Cirkusparty         |
| Bästa scenografi                                       | Bästa kostym                                  |
| - Bengt Peters - Parneviks Cirkusparty                 | - Stephan Wåhlberg - Parneviks Cirkusparty    |
| Juryns specialpris                                     | Privatteaterchefernas pris                    |
| - Patrik Lundström för The Buddy Holly Show            | - Mikael Samuelson - The Phantom of the Opera |

### 1994
| Bästa manliga musikalartist        | Bästa kvinnliga musikalartist                               |
| ---------------------------------- | ----------------------------------------------------------- |
| - Björn Skifs – I hetaste laget    | - Regina Lund – I hetaste laget                             |
| Bästa manliga skådespelare         | Bästa kvinnliga skådespelare                                |
| - Örjan Ramberg – Gökboet          | - Yvonne Lombard, Mona Malm och Lena Nyman – I nöd och lust |
| Bästa manliga biroll i musikal     | Bästa kvinnliga biroll i musikal                            |
| - Olof Thunberg – Cabaret          | - Inga Gill – Cabaret                                       |
| Bästa manliga biroll i pjäs        | Bästa kvinnliga biroll i pjäs                               |
| - Richard Carlsohn – Gökboet       | Ej utdelat                                                  |
| Bästa regi                         | Bästa koreografi                                            |
| - Göran Stangertz - Gökboet        | - Hans Marklund - I hetaste laget                           |
| Bästa scenografi                   | Bästa kostym                                                |
| - Ingemar Wiberg - I hetaste laget | - Inger Pehrsson - I nöd och lust                           |
| Juryns specialpris                 | Privatteaterchefernas pris                                  |
| - Vicky von Der Lancken för Cirkus | - Nöjesteatern i Malmö                                      |

### 1995
| Bästa manliga musikalartist                          | Bästa kvinnliga musikalartist                    |
| ---------------------------------------------------- | ------------------------------------------------ |
| - Björn Kjellman – Little Shop of Horrors            | - Carola Søgaard – Sound of Music                |
| Bästa manliga skådespelare                           | Bästa kvinnliga skådespelare                     |
| - Dan Ekborg – DubbelTrubbel                         | - Sissela Kyle – DubbelTrubbel                   |
| Bästa manliga biroll i musikal                       | Bästa kvinnliga biroll i musikal                 |
| - Johan Rheborg – Little Shop of Horrors             | - Jeanette Köhn – Cyrano                         |
| Bästa manliga biroll i pjäs                          | Bästa kvinnliga biroll i pjäs                    |
| - Ulf Isenborg – Min mamma herr Albin                | - Laila Westersund – Min mamma herr Albin        |
| Bästa regi                                           | Bästa koreografi                                 |
| - Okvin - Lyckad nedfrysning av Herr Moro            | - Lisa Alvgrim - Lyckad nedfrysning av Herr Moro |
| Bästa scenografi                                     | Bästa kostym                                     |
| - Rolf Allan - Lyckad nedfrysning av Herr Moro       | - Ulla Cassius - Cyrano                          |
| Juryns specialpris                                   | Privatteaterchefernas pris                       |
| - Claes Eriksson för Lyckad nedfrysning av Herr Moro | - I manegen med Glenn Killing                    |

### 1996
| Bästa manliga musikalartist                                    | Bästa kvinnliga musikalartist                                      |
| -------------------------------------------------------------- | ------------------------------------------------------------------ |
| - Loa Falkman – My Fair Lady                                   | - Petra Nielsen – A Chorus Line                                    |
| Bästa manliga skådespelare                                     | Bästa kvinnliga skådespelare                                       |
| - Jan Malmsjö – Vem är rädd för Virginia Woolf?                | - Marie Göranzon – Vem är rädd för Virginia Woolf?                 |
| Bästa manliga biroll i musikal                                 | Bästa kvinnliga biroll i musikal                                   |
| - Joacim Hedman – West Side Story - Karl Dyall - A Chorus Line | - Maria Lundqvist – Kolla klotet                                   |
| Bästa manliga biroll i pjäs                                    | Bästa kvinnliga biroll i pjäs                                      |
| - Björn Gustafson – Rakt ner i fickan                          | - Sissela Kyle – Rakt ner i fickan                                 |
| Bästa regi                                                     | Bästa koreografi                                                   |
| - Richard Günther - Sylvia - Thomas Ryberger - A Chorus Line   | - Roger Johansson - A Chorus Line - Gordon Marsh - West Side Story |
| Bästa scenografi                                               | Bästa kostym                                                       |
| - Gill Sandell - Sylvia - Håkan Andersson - West Side Story    | - Lenamari Wallström - Cirkus Hjalmar                              |
| Juryns specialpris                                             | Privatteaterchefernas pris                                         |
| - Peter Flack för Cirkus Hjalmar                               | - Lars Wern för ljudläggning                                       |

### 1997
På grund av informationsbortfall på MusikalNet och Guldmaskens webbplats är informationen om 1997 års vinnare hämtad från Aftonbladet.
| Bästa manliga musikalartist                                         | Bästa kvinnliga musikalartist                                                  |
| ------------------------------------------------------------------- | ------------------------------------------------------------------------------ |
| - Stefan Sauk – Miss Saigon                                         | - Maria Rydberg – West Side Story                                              |
| Bästa manliga skådespelare                                          | Bästa kvinnliga skådespelare                                                   |
| - Robert Gustafson – Hotelliggaren - Ulf Larsson - Spanska flugan   | - Susanne Reuter – Hotelliggaren                                               |
| Bästa manliga biroll i musikal                                      | Bästa kvinnliga biroll i musikal                                               |
| - Johan Boding – Miss Saigon                                        | - Sofia Källgren – Miss Saigon                                                 |
| Bästa manliga biroll i pjäs                                         | Bästa kvinnliga biroll i pjäs                                                  |
| - Reuben Sallmander – Spanska flugan                                | - Lottie Ejebrant – Spanska flugan                                             |
| Bästa regi                                                          | Bästa koreografi                                                               |
| - Thomas Ryberger - Spanska flugan och ART                          | - Roine Söderlundh - West Side Story                                           |
| Bästa scenografi                                                    | Bästa kostym                                                                   |
| - Ingemar Wiberg - Hotelliggaren                                    | - Svenbörje Gaborn - Csardasfurstinnan - Lars-Åke Wilhelmsson - Spanska flugan |
| Juryns specialpris                                                  | Privatteaterchefernas pris                                                     |
| - Ulf Brunnberg för Folkan - Calle Norlén för översättningen av ART | - Hagge Geigert för Lisebergsteatern                                           |

### 1998
Prisutdelningen ägde rum 8 mars 1999.
| Bästa manliga musikalartist                                                                                                   | Bästa kvinnliga musikalartist                                                                                  |
| --- | --- |
| - Jan Malmsjö – Vita hästen - Johan Ulveson - Guys and Dolls - Richard Carlsohn - 42nd Street                                 | - Maria Lundqvist – Guys and Dolls - Helen Sjöholm - Kristina från Duvemåla - Gunilla Åkesson - Hjalmars såpa  |
| Bästa manliga skådespelare | Bästa kvinnliga skådespelare                                                                                   |
| - Brasse Brännström – Pengarna eller livet - Ulf Larsson - Charleys Tant - Krister Claesson - Där fick du!                    | - Pernilla Wahlgren – Charleys Tant - Sissela Kyle - Pengarna eller livet Endast två nominerade i denna klass. |
| Bästa manliga biroll i musikal                                                                                                | Bästa kvinnliga biroll i musikal                                                                               |
| - Peter Jöback – Kristina från Duvemåla - Mats Hellgren - 42nd Street - Anders Aldgård - Vita hästen                          | - Marianne Mörck – Kristina från Duvemåla - Sofie Lindberg - Vita hästen - Marie Kühler - Hjalmars såpa        |
| Bästa manliga biroll i pjäs                                                                                                   | Bästa kvinnliga biroll i pjäs                                                                                  |
| - Per Eggers – Charleys Tant - Michael Segerström - Pengarna eller livet - Pontus Gustafsson - Charleys tant                  | - Meg Westergren – Charleys Tant - Nina Gunke - Pengarna eller livet - Annika Andersson - Där fick du!         |
| Bästa regi | Bästa koreografi                                                                                               |
| - Lars Rudolfsson - Kristina från Duvemåla - Arne Strömgren - 42nd Street - Lars Amble - Pengarna eller livet                 | - T J Rizzo - 42nd Street                                                                                      |
| Bästa scenografi | Bästa kostym                                                                                                   |
| - Ingemar Wiberg - Guys and Dolls                                                                                             | - Marianne Lunderquist - 42nd Street - Lars-Åke Wilhelmsson - Charleys tant                                    |
| Juryns specialpris | Privatteaterchefernas pris                                                                                     |
| - Björn Ulvaeus och Benny Andersson - Kristina från Duvemåla - Krister Claesson - Där fick du! - Anders Aldgård - Vita hästen | - Hanne Wilhelm Hansen - Teaterförläggare                                                                      |

### 1999
Prisutdelningen ägde rum 6 mars 2000. Juryn bestod av Leif Kronlund, Björn Vinberg och Frida Boisen.
| Bästa manliga musikalartist                                                                                       | Bästa kvinnliga musikalartist           |
| --- | --------------------------------------- |
| - Richard Carlsohn – Kungen och jag                                                                               | - Petra Nielsen – Chicago               |
| Bästa manliga skådespelare                                                                                        | Bästa kvinnliga skådespelare            |
| - Sven Melander – Kuta och kör - Lasse Brandeby - Fröken Fleggmans mustasch - Thomas Petersson -Semestercharmören | - Suzanne Reuter – Svensson, Svensson   |
| Bästa manliga biroll i musikal                                                                                    | Bästa kvinnliga biroll i musikal        |
| - Sven-Åke Gustavsson – Chicago - Mikael Samuelson - Cabaret                                                      | - Anki Albertsson – Chicago             |
| Bästa manliga biroll i pjäs                                                                                       | Bästa kvinnliga biroll i pjäs           |
| - Ingvar Andersson – Kuta och kör                                                                                 | - Gerd Hegnell – Svensson, Svensson     |
| Bästa regi | Bästa koreografi                        |
| - T J Rizzo - Kungen och jag                                                                                      | - Gary Chryst - Chicago                 |
| Bästa scenografi                                                                                                  | Bästa kostym                            |
| - Håkan Nylén - Kungen och jag                                                                                    | - Marianne Lunderquist - Kungen och jag |
| Juryns specialpris                                                                                                | Privatteatrarnas pris                   |
| - Eva Rydberg - Fars lilla tös                                                                                    | - Hans Alfredson                        |

### 2000
Prisutdelningen ägde rum på Cirkus 4 mars 2001. Prisutdelare var bland andra Suzanne Reuter, Anders Berglund, Petra Nielsen, Rennie Mirro och Ewa Roos.
| Bästa manliga skådespelare                                           | Bästa kvinnliga skådespelare                                      |
| -------------------------------------------------------------------- | ----------------------------------------------------------------- |
| - Lasse Brandeby – Rena rama Rolf                                    | - Vanna Rosenberg – Maken till fruar                              |
| Bästa manliga musikalartist                                          | Bästa kvinnliga musikalartist                                     |
| - Jakob Stadell – Rent                                               | - Eva Rydberg – Arnbergs korsettfabrik - Thérèse Andersson - Rent |
| Bästa manliga biroll i musikal                                       | Bästa kvinnliga biroll i musikal                                  |
| - Hans Lindgren – Lorden från gränden - Conny Bäckström - Rent       | - Åsa Fång – Trollkarlen från Oz - Anna Widing - Rent             |
| Bästa manliga biroll i pjäs                                          | Bästa kvinnliga biroll i pjäs                                     |
| - Jojje Jönsson – Rena rama Rolf - Fredrik Dolk - Inte nu, älskling! | - Annika Andersson – Inte nu, älskling!                           |
| Bästa regi                                                           | Bästa koreografi                                                  |
| - Hans Bergström - Arnbergs korsettfabrik                            | - David Johnson - Arnbergs korsettfabrik - Jan Åström - Rent      |
| Bästa scenografi                                                     | Bästa kostym                                                      |
| - Marianne & Peter Dillberg - flertalet uppsättningar                | - Marianne Lunderqvist - flertalet uppsättningar                  |
| Juryns specialpris                                                   | Teaterchefernas pris "Revymasken"                                 |
| - Staffan Götestam                                                   | - Claes Eriksson                                                  |

### 2001
Utdelningen ägde rum på Restaurang Tyrol 4 mars 2002.
| Bästa manliga musikalartist | Bästa kvinnliga musikalartist                                                                                              |
| --- | --- |
| - Johan Ulveson – Lorry - Claes Månsson - Lorry - Carl-Einar Häckner - Jul, jul, jul                                                  | - Lena Endre – Lorry - Suzanne Reuter - Lorry - Sofie Lindberg - Me and my girl och Pippi Långstrump                       |
| Bästa manliga skådespelare | Bästa kvinnliga skådespelare                                                                                               |
| - Ej utdelat | - Annika Andersson – Dagens dubbel - Eva Rydberg – Kärlek & lavemang - Siw Carlsson - Snålvatten och jäkelskap             |
| Bästa manliga biroll i musikal | Bästa kvinnliga biroll i musikal                                                                                           |
| - Stig Grybe – Me and my girl - Ola Forssmed - Trollkarlen från Oz - Per-Magnus Andersson - Showstoppers                              | - Mona Seilitz – Trollkarlen från Oz - Ulla Sallert - Me and my girl - Victoria Cedergren - Showstoppers                   |
| Bästa manliga biroll i pjäs | Bästa kvinnliga biroll i pjäs                                                                                              |
| - Jojje Jönsson – Snålvatten och jäkelskap - Linus Wahlgren – Kärlek & lavemang - Peter Fridh - Dagens Dubbel                         | - Pernilla Wahlgren – Kärlek & lavemang - Jeanette Capocci - Snålvatten och jäkelskap - Ing-Marie Carlsson - Dagens Dubbel |
| Bästa regi | Bästa koreografi |
| - Krister Claesson – Snålvatten och jäkelskap - Peter Dalle - Lorry - Anders Albien - Dagens Dubbel                                   | - Roine Söderlundh och Roine Söderlundh – Showstoppers - Gordon Marsh - Me and my girl - Roine Söderlundh - Lorry          |
| Bästa scenografi | Bästa kostym |
| - Claes Sylwander – Me and my girl - Ingemar Wiberg - Lorry - Hans Marklund och Roine Söderlundh - Showstoppers                       | - Stefan Wåhlberg - Showstoppers - Clara Ahlström - Lorry - Mats Ole Svensson - Kärlek & lavemang                          |
| Juryns specialpris | Teaterchefernas pris |
| - Ulla Sallert - Me and my girl - Björn Claeson - Me and my girl - Palle Palmé - Showstoppers, Trollkarlen från Oz och Me and my girl | - Lasse Kühler |

### 2002
Prisutdelningen ägde rum på Restaurang Tyrol i Stockholm den 3 mars 2003. Juryn bestod av Meta Bergqvist, Mark Levengood, Jan Jingryd, Marika Månsson och Leif Kronlund. Konferencier var Anders Berglund och prisutdelare var Lars-Åke Wilhelmsson, Lasse Kühler, Vera Prada, Mi Ridell, Pernilla Wahlgren, Lars Bethke, Mona Seilitz, Gunilla Backman, Anders Englund, Benny Fredriksson, Staffan Götestam, Knut Rutenborg och Eva Rydberg.
| Bästa manliga musikalartist | Bästa kvinnliga musikalartist |
| --- | --- |
| - Tommy Körberg – Chess - Reuben Sallmander - Hon jazzade en sommar - Jakob Stadell – Hur man lyckas i business utan att bränna ut sig | - Helen Sjöholm – Chess - Eva Rydberg - Hon jazzade en sommar - Hanna Hedlund – Hur man lyckas i business utan att bränna ut sig                                              |
| Bästa manliga skådespelare | Bästa kvinnliga skådespelare |
| - Thomas Petersson – Hotelliggaren - Mikael Riesebeck - Bröllop och jäkelskap - Krister Henriksson – Vem är rädd för Virginia Woolf?   | - Suzanne Reuter – Vem är rädd för Virginia Woolf? - Annika Andersson - Bröllop och jäkelskap - Anette Bjärlestam - Hotelliggaren                                             |
| Bästa manliga biroll i musikal | Bästa kvinnliga biroll i musikal |
| - Kim Sulocki – Hur man lyckas i business utan att bränna ut sig - Anders Ekborg - Chess - Ola Forssmed - Pippi Långstrump             | - Ewa Roos – Hon jazzade en sommar - Nanne Grönvall – Hur man lyckas i business utan att bränna ut sig - Anne-Sophie Elwin – Hur man lyckas i business utan att bränna ut sig |
| Bästa manliga biroll i pjäs | Bästa kvinnliga biroll i pjäs |
| - Peter Haber – Revisorn - Jojje Jönsson - Bröllop och jäkelskap - Bertram Heribertson - Hotelliggaren                                 | - Eva-Lotta Bernström – Hotelliggaren - Lena T Hansson - Revisorn - Jeanette Capocci - Bröllop och jäkelskap                                                                  |
| Bästa regi | Bästa koreografi |
| - Anders Albien – Hotelliggaren - Lars Rudolfsson - Chess - Magnus Bergquist - Jerka                                                   | - Peter Jacobsson och Thomas Caley– Chess - Roine Söderlundh - Pippi Långstrump - Karl Dyall– Hur man lyckas i business utan att bränna ut sig                                |
| Bästa scenografi | Bästa kostym |
| - Robin Wagner – Chess - Rolf Allan - Kasinofeber - Bengt Peters - Pippi Långstrump                                                    | - Inger Elvira Pehrsson - Chess - Stefan Wåhlberg - Jerka - Roland Söderberg - Revisorn                                                                                       |
| Juryns specialpris | Privatteatrarnas pris |
| - Jerry Williams - Jerka - Gordon Marsh - Björn Ulvaeus, Benny Andersson, Lars Rudolfsson                                              | - Björn Ulvaeus och Benny Andersson - Anna-Lisa Ericsson |

### 2003
Prisutdelningen ägde rum, för första gången utanför Stockholm, på Slagthuset i Malmö 15 mars 2004. Juryn bestod av Leif Kronlund, Marika Månsson-Hemmel, Susanne Cederberg och Benny Fredriksson.
| Bästa manliga musikalartist                                                                                         | Bästa kvinnliga musikalartist |
| --- | --- |
| - Jan Malmsjö – Victor/Victoria - Dan Ekborg – Stars - Loa Falkman – Chinarevyn                                     | - Sissela Kyle – Chinarevyn - Regina Lund – Victor/Victoria - Helen Sjöholm – Chinarevyn                                                    |
| Bästa manliga skådespelare                                                                                          | Bästa kvinnliga skådespelare |
| - Brasse Brännström – Grottmannen - Thomas Petersson – Var är Zlatan? - Ola Forssmed – Bubbel Trubbel               | - Eva Rydberg – Änglar med glorian på sned - Evabritt Strandberg – Änglar med glorian på sned - Annika Andersson - Barnaskrik och jäkelskap |
| Bästa manliga biroll i musikal                                                                                      | Bästa kvinnliga biroll i musikal |
| - Magnus Härenstam – Chinarevyn - Alexander Larsson – Fame - Andrés Esteche – Fame                                  | - Sofie Lindberg – Victor/Victoria - Birgitta Johansson – Kaos i folkparken - Divina Sarkany – Fame                                         |
| Bästa manliga biroll i pjäs                                                                                         | Bästa kvinnliga biroll i pjäs |
| - Bertram Heribertson – Var är Zlatan? - Robert Samuelsson – Trubbel & Champagne - Tobias Persson – Var är Zlatan?  | - Jeanette Capocci – Trubbel & Champagne - Siw Carlsson – Änglar med glorian på sned - Eva-Lotta Bernström – Barnaskrik och jäkelskap       |
| Bästa regi | Bästa koreografi |
| - Anders Albien – Var är Zlatan? - Anders Aldgård – Victor/Victoria - Bjarni Thorsson – Grottmannen                 | - Gunilla Olsson – Fame - Karl Dyall – Kaos i folkparken - Anders Butta Börjesson – Chinarevyn                                              |
| Bästa scenografi | Bästa kostym |
| - Bengt Peters – Chinarevyn - Ingemar Wiberg – Kaos i folkparken - Tomas Franck – Victor/Victoria                   | - Lars-Åke Wilhelmsson - Stars - Marianne Lunderquist - Kaos i folkparken - Camilla Thulin - Victor/Victoria                                |
| Bästa artist i barn- & familjeföreställning                                                                         | Juryns specialpris |
| - Marko Lehtosalo – Karlsson på taket - Sven Hedman – När Findus var liten - Malin Sterbrink – När Findus var liten | - Lasse Berghagen - Chinarevyn - Vicky von der Lancken - Victor/Victoria - Palle Palmé - Chinarevyn                                         |
| Teaterchefernas pris "Revymasken"                                                                                   | |
| - Gordon Marsh | |

### 2004
Prisutdelningen ägde rum på Hamburger Börs i Stockholm 7 mars 2005.
| Bästa föreställning | Bästa artist: show |
| --- | --- |
| - Grease - Björn Skifs Show - Stulen kärlek                                                                                    | - Björn Skifs - Björn Skifs Show - Lill-Babs - Lill-Babs Jubileumsshow - Christer Lindarw - La Dolce Vita                                    |
| Bästa manliga musikalartist | Bästa kvinnliga musikalartist |
| - Rennie Mirro - Grease - Ulf Brunnberg – Mölle by the sea                                                                     | - Eva Rydberg - Mölle by the sea - Pernilla Wahlgren – Grease                                                                                |
| Bästa manliga skådespelare | Bästa kvinnliga skådespelare |
| - Robert Gustafson - Fångad på nätet - Anders Aldgård – Kuta och kör - Thomas Petersson – Vem vill inte bli miljonär?          | - Sofie Lindberg - Kuta och kör - Katarina Bothén – Vem vill inte bli miljonär? - Annika Andersson - Stulen kärlek                           |
| Bästa manliga biroll i musikal                                                                                                 | Bästa kvinnliga biroll i musikal |
| - Björn Gustafson - Fångad på nätet - Peter Fridh – Vem vill inte bli miljonär? - Kim Sulocki – Grease                         | - Malena Laszlo - Grease - Jeanette Capocci – Två bröder emellan - Laila Westersund – Stulen kärlek                                          |
| Bästa regi | Bästa koreografi |
| - Krister Claesson - Stulen kärlek - Anders Albien – Vem vill inte bli miljonär? - Anders Butta Börjesson – Cabaret Lorensberg | - Roine Söderlundh - Grease - Tine Matulessy och Vera Prada – La Dolce Vita - Pernilla Skifs – Björn Skifs Show                              |
| Bästa scenografi | Bästa kostym |
| - Ingemar Wiberg - Mölle by the sea - Per A Jonsson – La Dolce Vita - Mikael Varhelyi – Björn Skifs Show                       | - Christer Lindarw - La Dolce Vita - Marianne Lunderquist - Mölle by the sea - Camilla Thulin - Björn Skifs Show och Lill-Babs Jubileumsshow |
| Juryns specialpris | Privatteatrarnas pris |
| - Cabaret Lorensberg | - Lill-Babs |

### 2006
Prisutdelningen ägde rum på Rondo i Göteborg 6 mars 2006. Detta år var det första året då priset fick sitt namn efter det år prisutdelningen hölls, snarare än den period då de deltagande bidragen spelades. Därför finns ingen Guldmasken 2005.
| Bästa föreställning                                                                                          | Bästa artist: show                                                                                                |
| --- | --- |
| - Mamma Mia! - Elling - R.E.A.                                                                               | - Christer Sjögren - Show me Vegas - Maria Möller - R.E.A. - David Lindgren - Collage Cabaret Lorensberg          |
| Bästa manliga musikalartist                                                                                  | Bästa kvinnliga musikalartist                                                                                     |
| - Peter Jöback - Cabaret - Andreas Lundstedt - Saturday Night Fever - Fred Johansson - Skönheten och odjuret | - Gunilla Backman - Mamma Mia! - Charlotte Perrelli - Skönheten och odjuret - Sara Lindh - Cabaret                |
| Bästa manliga skådespelare                                                                                   | Bästa kvinnliga skådespelare                                                                                      |
| - Robert Gustafsson - Lögn i helvete - Peter Dalle - Lögn i helvete - Johan Rheborg - Hur tänker hon         | - Anita Ekström - Lögn i helvete - Jeanette Capocci - Två ägg i högklackat - Eva Rydberg - Hemvärnets glada dagar |
| Bästa manliga biroll i musikal                                                                               | Bästa kvinnliga biroll i musikal                                                                                  |
| - Linus Wahlgren - Skönheten och odjuret - Reuben Sallmander - Mamma Mia! - Sten Ljunggren - Lögn i helvete  | - Charlott Strandberg - Mamma Mia! - Sussie Eriksson - Mamma Mia! - Hanna Lindblad - Saturday Night Fever         |
| Bästa regi                                                                                                   | Bästa koreografi                                                                                                  |
| - Paul Garrington - Mamma Mia! - Lars Amble - Lögn i helvete - Hans Marklund - R.E.A.                        | - T J Rizzo - Saturday Night Fever - Anthony van Laast - Mamma Mia! - Roine Söderlundh - Cabaret                  |
| Bästa scenografi                                                                                             | Bästa kostym |
| - Mark Thompson - Mamma Mia! - Arne Dahl - Show me Vegas - Ingemar Wiberg - Hemvärnets glada dagar           | - Mathias Clason - Skönheten och odjuret - Tomas Malmros - Saturday Night Fever - Mark Thompson - Mamma Mia!      |
| Juryns specialpris                                                                                           | Privatteatrarnas pris                                                                                             |
| - Björn Ulvaeus, Benny Andersson och Görel Hanser                                                            | - Gösta Ekman |

### 2007
Prisutdelningen ägde rum på Cirkus i Stockholm 5 mars 2007.
| Bästa föreställning | Bästa show |
| --- | --- |
| - Singin' in the rain - Doktor Glas - Lena + Orup                                                                         | - Lena + Orup - Glenn Wish & The Memphis Orchestra - R.E.A.                                                                         |
| Bästa manliga musikalartist                                                                                               | Bästa kvinnliga musikalartist |
| - Rennie Mirro - Singin' in the rain - Karl Dyall - Singin' in the rain - Pontus Ströbaek - I hetaste laget               | - Hanna Lindblad - Singin' in the rain - Nanne Grönvall - Sweet Charity - Linda Bengtzing - Rent                                    |
| Bästa manliga skådespelare                                                                                                | Bästa kvinnliga skådespelare |
| - Krister Henriksson - Doktor Glas - Krister Classon - Bäst före - Johan Glans - Kvarteret Skatan                         | - Eva Rydberg - Herrskap och tjänstehjon - Cecilia Frode - Kvarteret Skatan - Anna Blomberg - Kvarteret Skatan                      |
| Bästa manliga biroll i musikal                                                                                            | Bästa kvinnliga biroll i musikal |
| - Johan Rheborg - Singin' in the rain - Kim Sulocki - Sweet Charity - Claes Grebenö - I hetaste laget                     | - Sissela Kyle - Singin' in the rain - Birgitta Johansson - Herrskap och tjänstehjon - Jessica Heribertsson - Rent                  |
| Bästa regi | Bästa koreografi |
| - Bo Hermansson - Singin' in the rain - Peder Bjurman och Krister Henriksson - Doktor Glas - Felix Herngren - Lena + Orup | - Roine Söderlundh - Singin' in the rain - Per-Magnus Andersson - Sweet Charity - Roine Söderlundh - Grease                         |
| Bästa scenografi | Bästa kostym |
| - Ingemar Wiberg - Singin' in the rain - Ingemar Wiberg - Herrskap och tjänstehjon - Peder Bjurman - Doktor Glas          | - Inger Elvira Pehrsson - Singin' in the rain - Marianne Lunderqvist - Herrskap och tjänstehjon - Stefan Wåhlberg - I hetaste laget |
| Juryns specialpris | Privatteatrarnas pris |
| - Palle Palmé | - "Årets glädjespridare" - Glada Hudik Teatern och föreställningen "Elvis"!                                                         |

### 2008
Prisutdelningen ägde rum på Nöjesteatern i Malmö 3 mars 2008.
| Bästa föreställning | Bästa show |
| --- | --- |
| - Cats - Den stora premiären - Sound of Music | - På Kryss med Hjalmar - Cabaret Cartwright - Cabaret Lorensberg |
| Bästa manliga musikalartist | Bästa kvinnliga musikalartist |
| - Ola Forssmed - Den stora premiären - Kim Sulocki - Den stora premiären - Mikael Samuelson - Jekyll & Hyde                                            | - Jessica Andersson - Little Shop of Horrors - Eva Rydberg - Den stora premiären - Sarah Dawn Finer - Jekyll & Hyde                                                                      |
| Bästa manliga skådespelare | Bästa kvinnliga skådespelare |
| - Tomas von Brömssen - Återkomsten - Claes Eriksson - C Eriksson Solo - Pontus Ströbaek - Hotelliggaren                                                | - Annika Andersson - Otroligt het! - Carina Lidbom - Otroligt het! - Anna Norberg - Hotelliggaren                                                                                        |
| Bästa manliga biroll i musikal | Bästa kvinnliga biroll i musikal |
| - Robert Carlsson - Footloose - Magnus Sjögren - Little Shop of Horrors - Måns Zelmerlöw - Footloose                                                   | - Birgitta Johansson - Den stora premiären - Åsa Fång - Rivierans guldgossar - Marie Kühler - På kryss med Hjalmar                                                                       |
| Bästa regi | Bästa koreografi |
| - Adde Malmberg - Den stora premiären - Niklas Johansson - Cats - Lars Classon och Krister Classon - Otroligt het!                                     | - Sian Playsted - Cats - Roine Söderlundh - Footloose och Rivierans guldgossar - Rennie Mirro - Den stora premiären                                                                      |
| Bästa scenografi | Bästa kostym |
| - Mats Jacobsson - Sound of Music - Bengt Fröderberg - Jekyll & Hyde - Marianne Dillberg, Peter Dillberg och Fredrik Dillberg - Little Shop of Horrors | - Marianne Lunderquist - Den stora premiären, Cats, Otroligt het!, Little Shop of Horrors - Ulrika Wassén - Cabaret Lorensberg - Camilla Thulin - Jekyll & Hyde och Rivierans guldgossar |
| Juryns specialpris | Privatteatrarnas pris |
| - Anders "Butta" Börjesson | - Bosse Parnevik |

### 2009
Prisutdelningen ägde rum på Berns salonger i Stockholm den 2 mars 2009. Informationen om vinnarna är hämtad från Sundsvalls Tidning. Efter 2009 har Guldmasken inte delats ut.
| Bästa föreställning | |
| --- | --- |
| - The Producers - Dina dagar är räknade - Obesvarad kärlek                                                                                  | |
| Bästa manliga musikalartist | Bästa kvinnliga musikalartist |
| - Claes Malmberg - The Producers - David Lindgren - High School Musical - Kim Sulocki - The Producers                                       | - Helen Sjöholm - My Fair Lady - Caroline Johansson Kuhmunen - High School Musical - Eva Rydberg - Rabalder i Ramlösa                                    |
| Bästa manliga skådespelare | Bästa kvinnliga skådespelare |
| - Loa Falkman - Obesvarad kärlek - Jojje Jönsson - Solsting och snésprång - Brasse Brännström - Kuta och kör                                | - Sissela Kyle - Dina dagar är räknade - Babben Larsson - Obesvarad kärlek - Carina Lidbom - Kuta och kör                                                |
| Bästa manliga biroll i musikal | Bästa kvinnliga biroll i musikal |
| - Jan Malmsjö - My Fair Lady - Magnus Härenstam - The Producers - Ola Forssmed - The Producers                                              | - Monica Nielsen - My Fair Lady - Annika Herlitz - High School Musical - Marianne Mörck - Rabalder i Ramlösa                                             |
| Bästa regi | Bästa koreografi |
| - Anders Aldgård - The Producers - Tomas Alfredson - My Fair Lady - Adde Malmberg - Obesvarad kärlek                                        | - Sian Playsted - High School Musical - Denise Holland-Bethke - The Producers - Hans Marklund - Uggla, Rheborg, Ulveson                                  |
| Bästa scenografi | Bästa kostym |
| - Erik Fredriksson och Marcus Engelsson - The Producers - Ingemar Wiberg - Rabalder i Ramlösa och Kuta & kör - Per A Jonsson - My Fair Lady | - Lars-Åke Wilhelmsson - The Producers och Obesvarad kärlek - Camilla Thulin - My Fair Lady - Clara Ahlström och Tomas Malmros - Uggla, Rheborg, Ulveson |
| Juryns specialpris | |
| - Calle Norlén - Dina dagar är räknade och The Producers                                                                                    | |